# Лэйшань
Лэйша́нь (кит. упр. 雷山, пиньинь Léishān) — уезд Цяньдуннань-Мяо-Дунского автономного округа провинции Гуйчжоу (КНР).

## История
Во времена империи Цин в 1729 году был создан Даньцзянский комиссариат (丹江厅). После Синьхайской революции в Китае была проведена реформа структуры административного деления, в ходе которой комиссариаты были упразднены, поэтому в 1913 году Даньцзянский комиссариат был преобразован в уезд Даньцзян (丹江县).
В 1941 году уезд Даньцзян был расформирован, а его земли были разделены по реке Даньцзян: те, что лежали к западу от реки, были объединены с уездом Бачжай в уезд Даньчжай, а те, что лежали к востоку от реки, были объединены с уездом Тайгун в уезд Тайцзян.
После вхождения этих мест в состав КНР в 1950 году был создан Специальный район Чжэньюань (镇远专区), и уезд Тайцзян вошёл в его состав, при этом места, где ранее размещались власти уезда Даньцзян, были выделены в отдельный уезд Лэйшань. В 1956 году Специальный район Чжэньюань был расформирован, и был образован Цяньдуннань-Мяо-Дунский автономный округ; уезд вошёл в состав автономного округа. 1 января 1959 года уезд был присоединён к уезду Кайли, но в августе 1961 года воссоздан. В октябре 1962 года часть земель уезда была передана в состав восстановленного уезда Даньчжай.

## Административное деление
Уезд делится на 2 посёлков, 2 волости и 1 национальную волость.

## Транспорт
Важное значение имеет скоростная автомагистраль Кайли — Лэйшань.

## Культура
Развиты культурные традиции народа мяо, в том числе празднование Нового года (Мяонянь) и фестиваля Гуцзан.